# De dichter op het feest der dieren gekroond door twee apen
De dichter op het feest der dieren gekroond door twee apen is een schilderij uit het atelier van Roelant Savery in het Bonnefantenmuseum in Maastricht.

## Voorstelling
Het stelt een man voor zittend op een rots met in zijn rechterhand een ganzenveer en in zijn linkerhand een stok. Ondertussen zetten twee apen een lauwerkrans op zijn hoofd. Om hen heen heeft zich een grote menigte inheemse en exotische dieren verzameld. Rechtsvoor maakt een groep beesten een ronde dans, links speelt een beer op de doedelzak en andere beesten op fluiten.

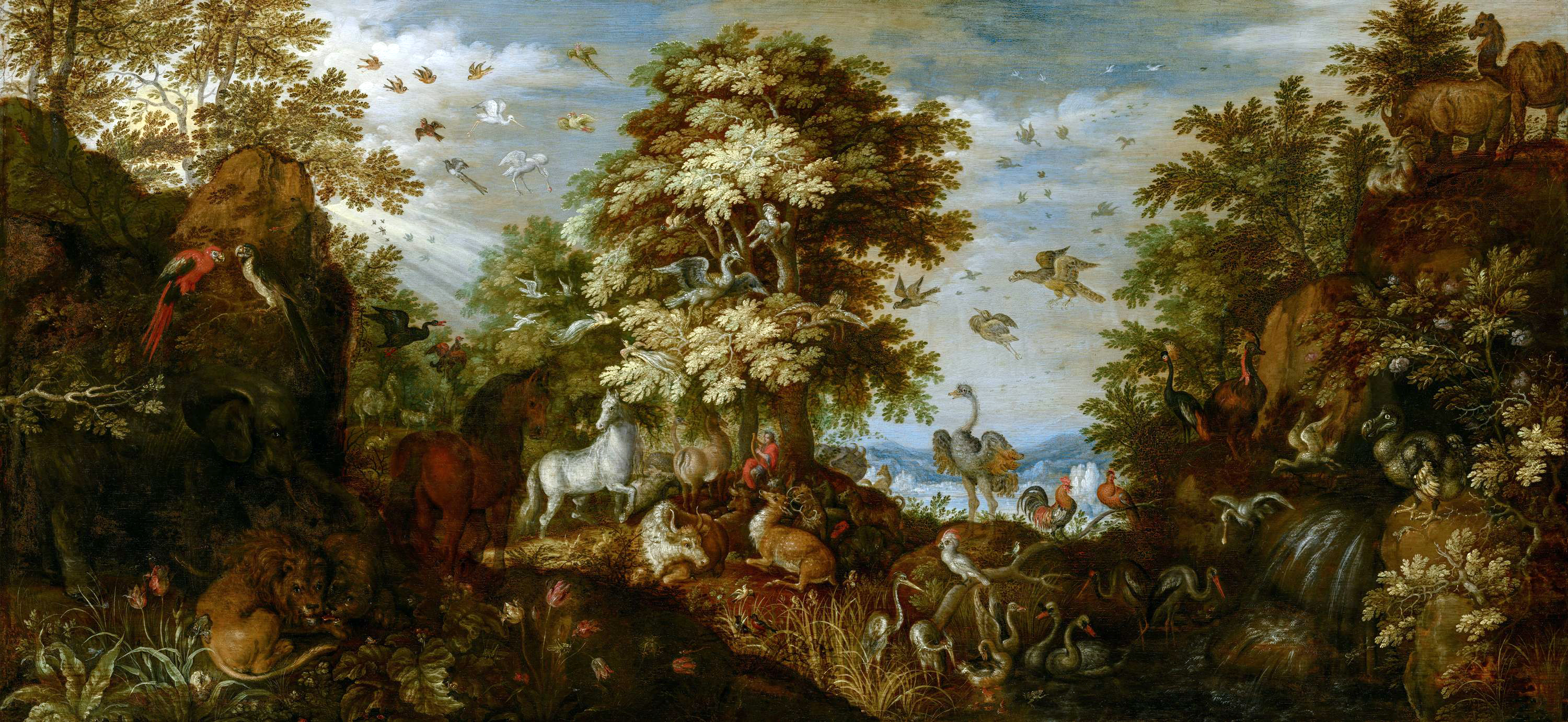
Roelant Savery. Orpheus betovert de dieren met zijn muziek. 1627. Den Haag, Galerij Prins Willem V.

De precieze betekenis van de voorstelling is onbekend. Het werk sluit aan op een groep schilderijen van Roelant Savery uit de jaren '20 met als onderwerp Orpheus die de dieren betovert met zijn muziek. Orpheus is op deze werken echter altijd muziekmakend afgebeeld. Op het schilderij in Maastricht zijn het juist de dieren die muziekmaken en heeft de centrale figuur weinig in te brengen. Het feit dat hij door apen wordt gekroond wijst op een satirische betekenis. Kunsthistoricus Maarten Wurfbain kwam in 1976 met de theorie dat het werk niet door Savery zelf is geschilderd, maar door twee van zijn navolgers: Quirijn van Slingelant en Aernout Elsevier. Hij baseert zich daarbij op de vreemd gekrulde slang links van het midden waarin hij de letters S en E in ziet. De centrale figuur is volgens Wurfbain Savery zelf, die door twee na-apers gehuldigd wordt.

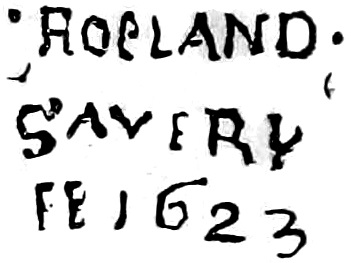
Signatuur en datering

Kurt Müllenmeister ziet in de voorstelling een parodie op Apollo en de negen muzen. Hij baseert zich hierbij op de negen dansende dieren op de voorgrond, die verwijzen naar de negen muzen, en de lauwerkrans, die door Apollo gedragen werd.

## Toeschrijving en datering
Het schilderij is rechtsonder gesigneerd en gedateerd ‘·ROELAND· / SAVERY / [FE] 16[23]’. De toeschrijving aan Savery is onzeker. De stijl en het compositieschema wijken daarvoor te veel af van andere aan Savery toegeschreven werken. Wurfbain dacht aan Quirijn van Slingelant en Aernout Elsevier als mogelijke makers; Müllenmeister suggereert Hans Savery de jonge. Een verdere onderbouwing voor beide deze toeschrijvingen ontbreekt echter.

## Herkomst
Het werk werd in 1875 voor 350 gulden gekocht door het Rijksmuseum Amsterdam van een zekere L. Hamming. In 1999 werd het door het Rijksmuseum in bruikleen gegeven aan het Bonnefantenmuseum in Maastricht.